# Galapagosana rostrifera
Galapagosana rostrifera är en insektsart som först beskrevs av Butler 1877.  Galapagosana rostrifera ingår i släktet Galapagosana och familjen sköldstritar. Inga underarter finns listade i Catalogue of Life.